# Primetime Emmy Award voor beste vrouwelijke hoofdrol in een miniserie of televisiefilm
De Primetime Emmy Award voor beste vrouwelijke hoofdrol in een miniserie of televisiefilm (Engels: Primetime Emmy Award for Outstanding Lead Actress in a Limited or Anthology Series or Movie) is een televisieprijs die sinds 1955 elk jaar wordt uitgereikt door de Academy of Television Arts & Sciences.

## Winnaars en genomineerden

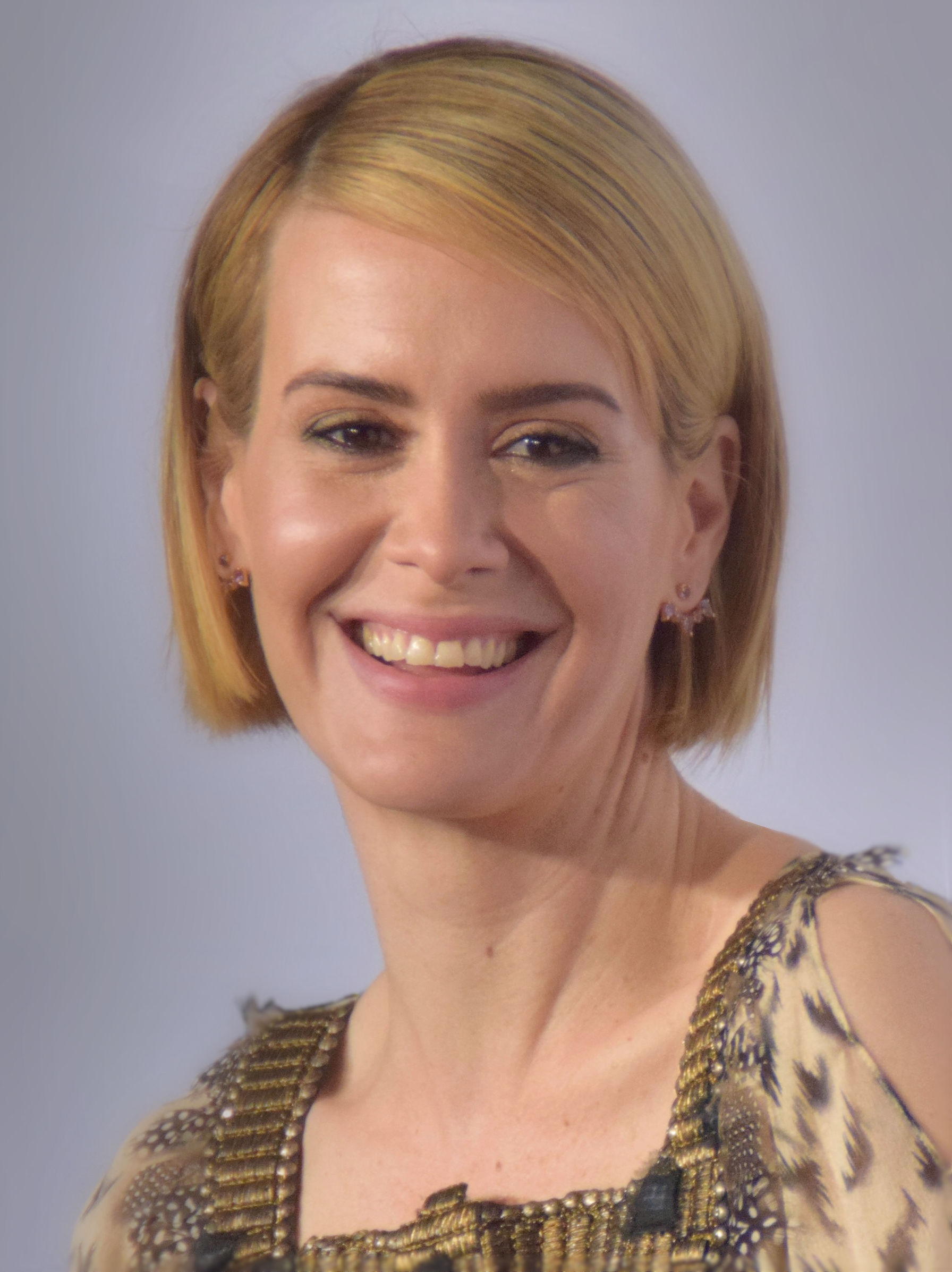
Sarah Paulson won in 2016 voor haar rol als Marcia Clark in de miniserie American Crime Story: The People v. O.J. Simpson.

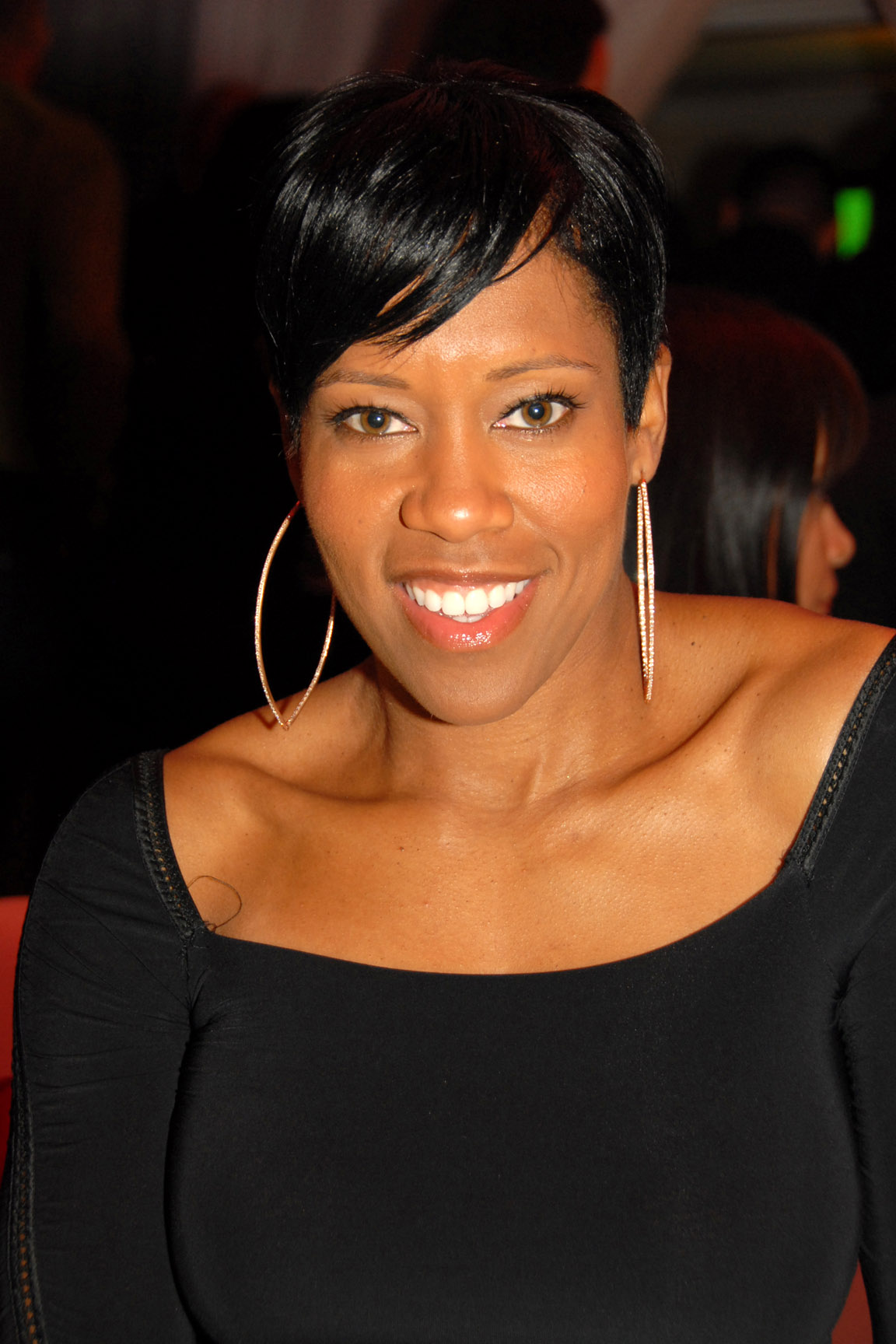
Regina King won in 2018 voor Seven Seconds en in 2020 voor Watchmen.

De winnaars staan bovenaan in vette letters op een gele achtergrond. De overige actrices die werden genomineerd staan eronder vermeld in alfabetische volgorde.

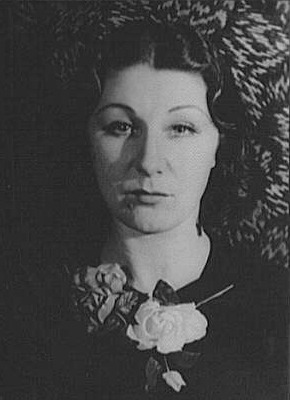
Judith Anderson was de eerste laureate van de prijs, voor haar optreden in de Hallmark Hall of Fame episode "Macbeth" als Lady Macbeth. Ze won opnieuw in deze categorie en voor dezelfde rol in de tv-film Macbeth.

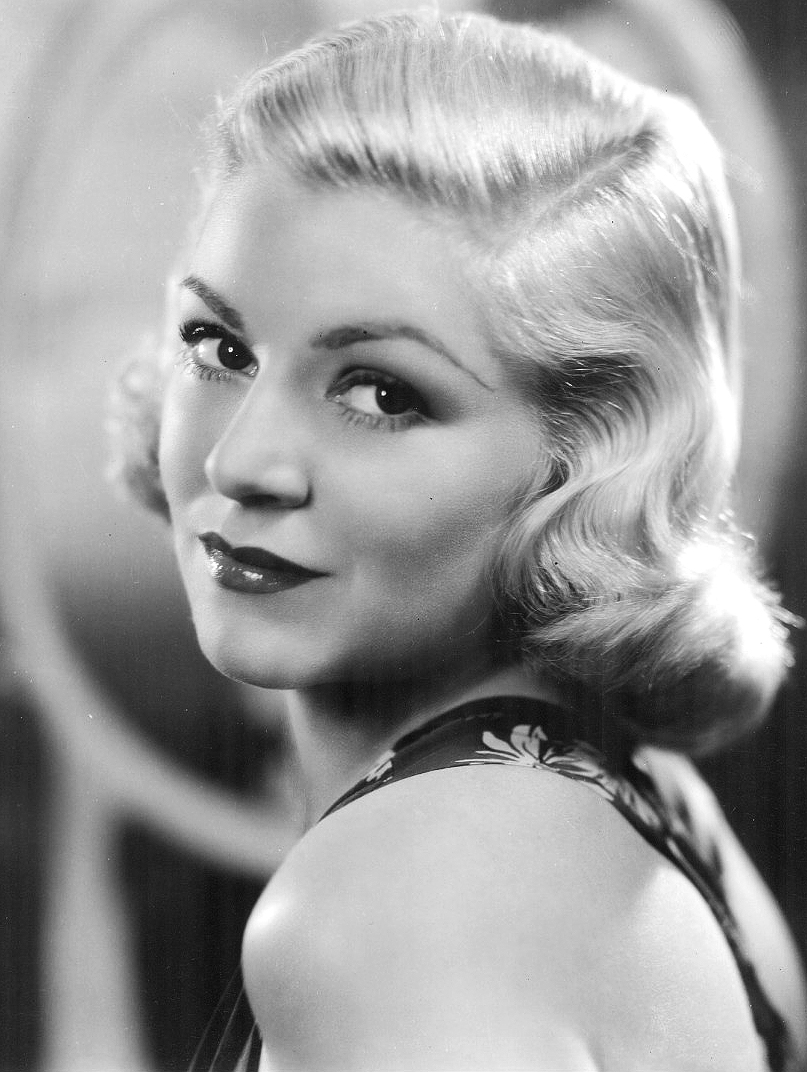
Claire Trevor won in deze categorie voor haar optreden in Producers' Showcase episode "Dodsworth".

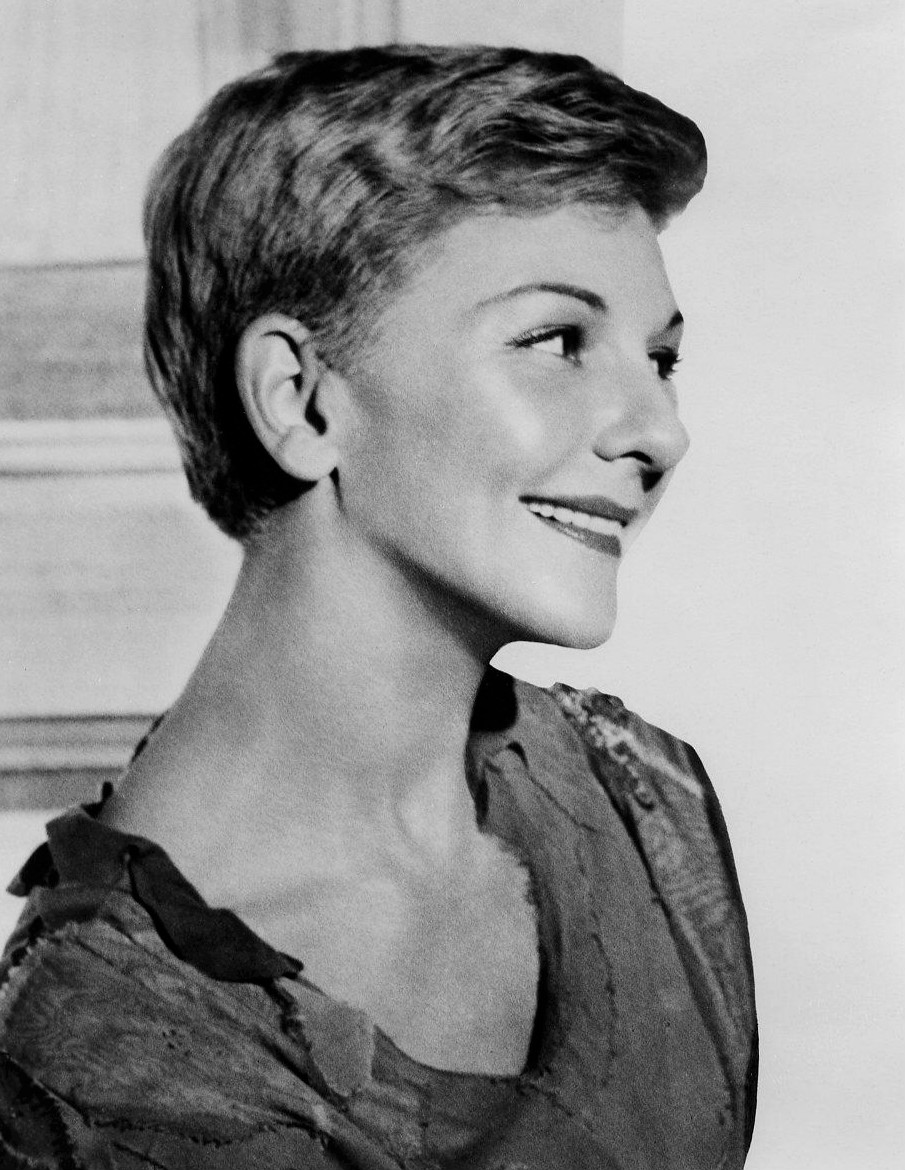
Mary Martin won de prijs voor haar rol als Peter Pan in the Producers' Showcase episode "Peter Pan".

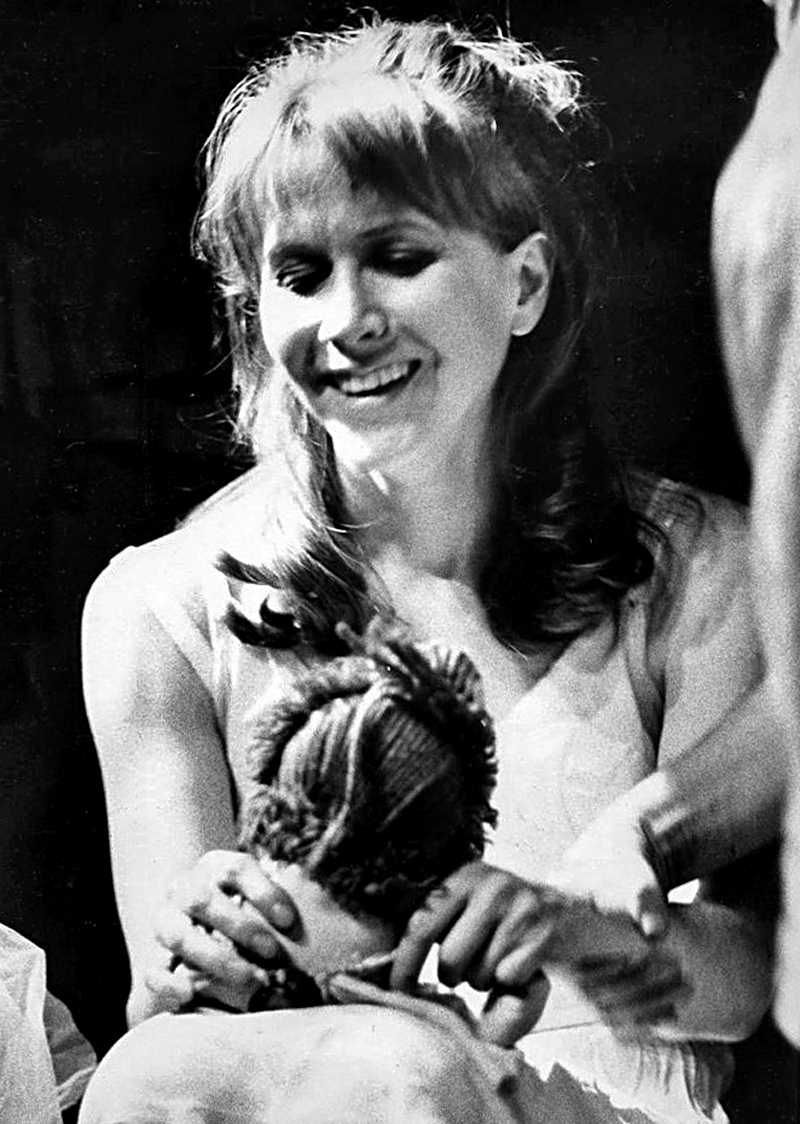
Julie Harris won twee keer: voor prestaties in de Hallmark Hall of Fame episodes "Little Moon of Alban" en "Victoria Regina".

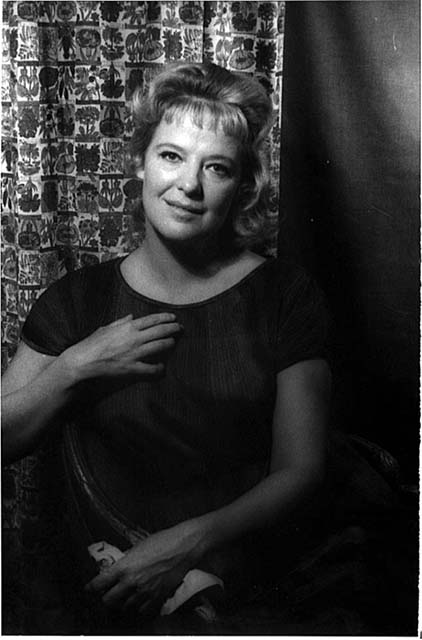
Kim Stanley won in 1963 voor haar rol als Faith Parsons in the Ben Casey episode "A Cardinal Act of Mercy".

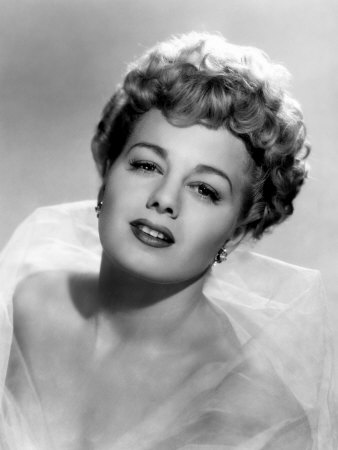
Shelley Winters werd twee keer genomineerd en won één keer voor haar rol in Bob Hope Presents the Chrysler Theatre.

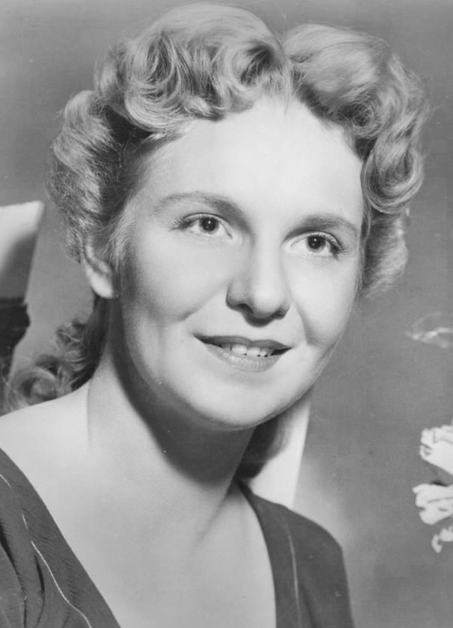
Geraldine Page won de prijs in 1967 en 1969 voor haar rol als Sook in the ABC Stage 67 episode "Truman Capote's A Christmas Memory" en The Thanksgiving Visitor.

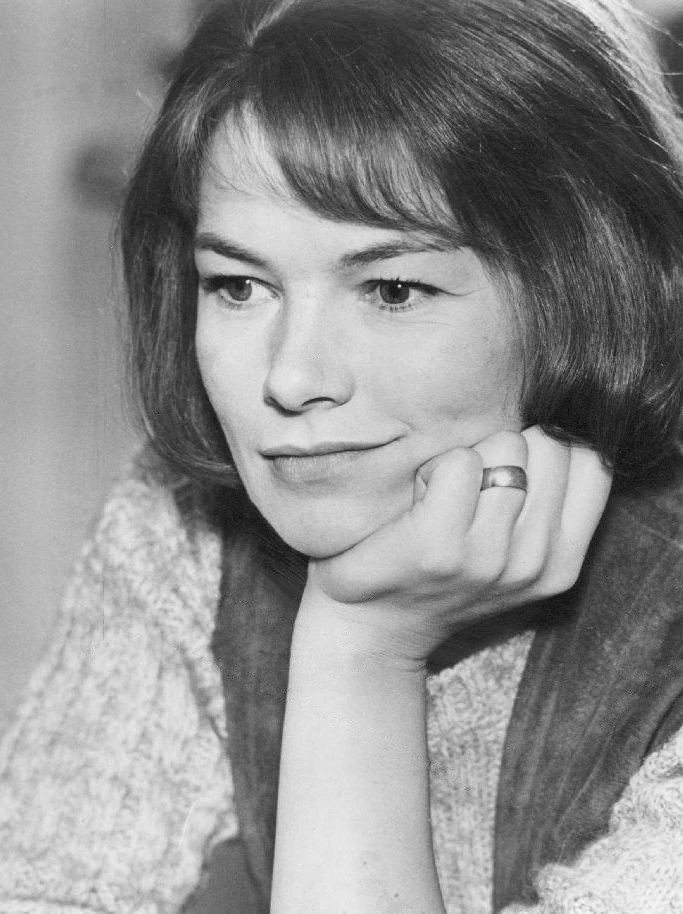
Glenda Jackson kreeg twee nominaties voor haar rol als Koningin Elizabeth I in Elizabeth R en won voor de aflevering "The Shadow in the Sun".

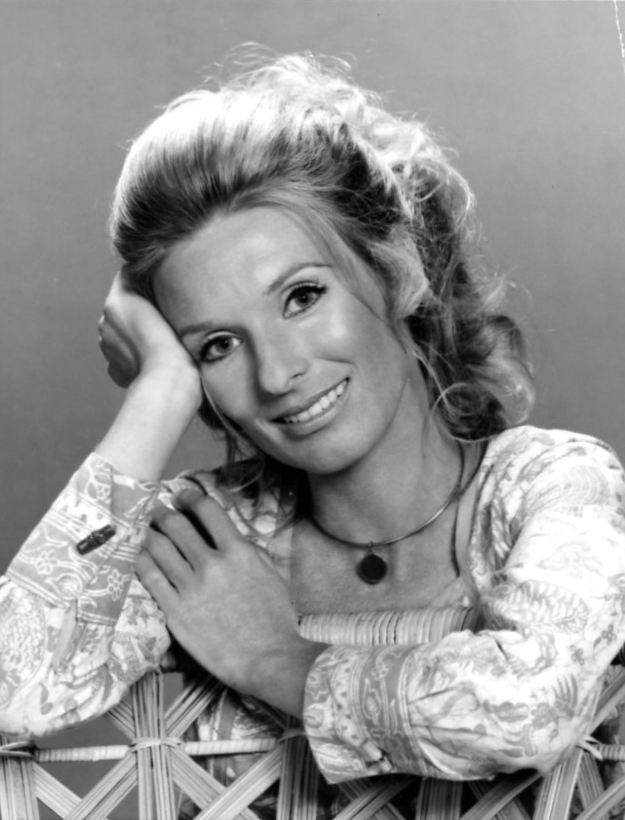
Cloris Leachman won in 1973 voor haar vertolking als Victoria Douglas in A Brand New Life (1973).

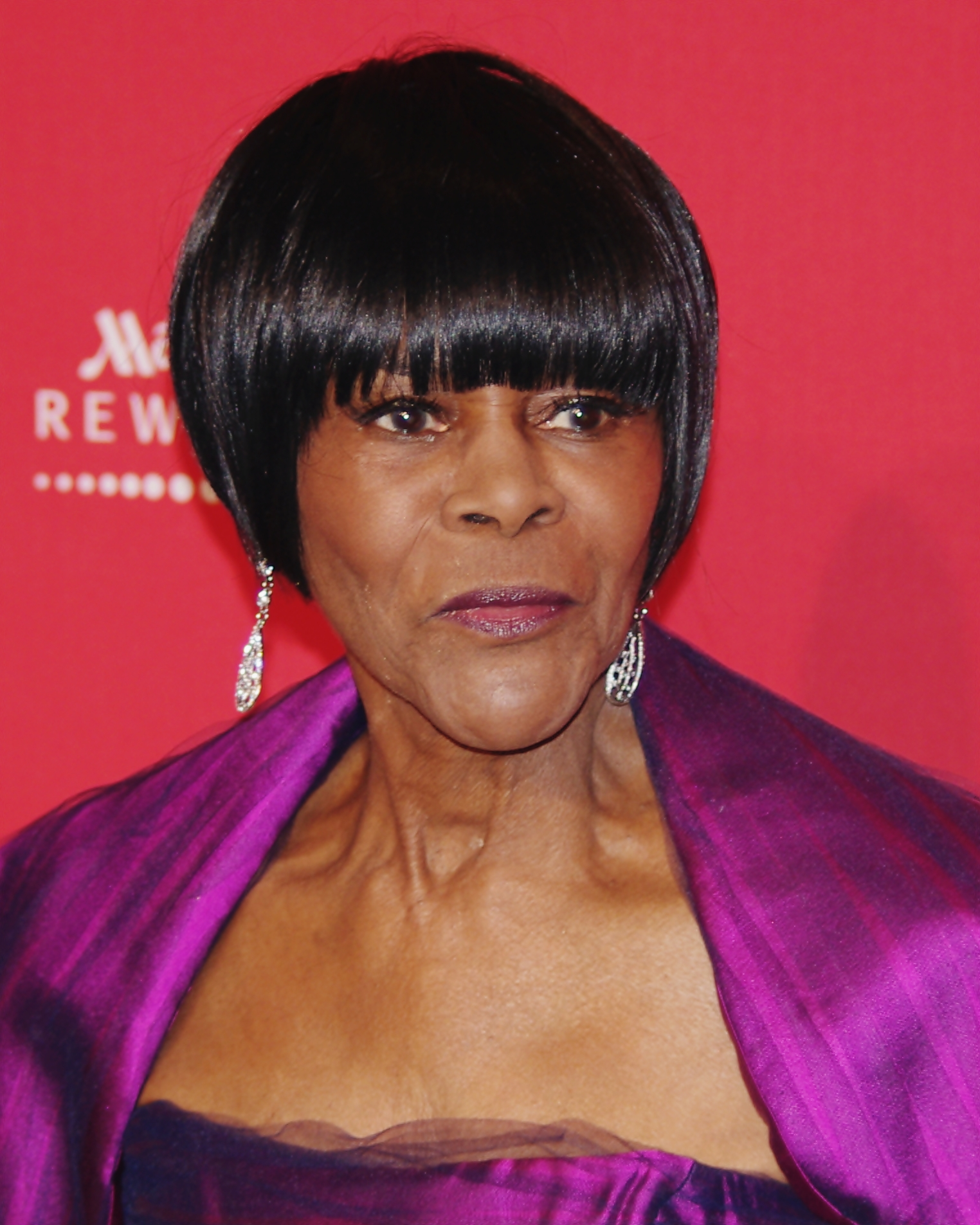
Cicely Tyson won een van haar vier nominaties als Jane Pittman in The Autobiography of Miss Jane Pittman (1974).

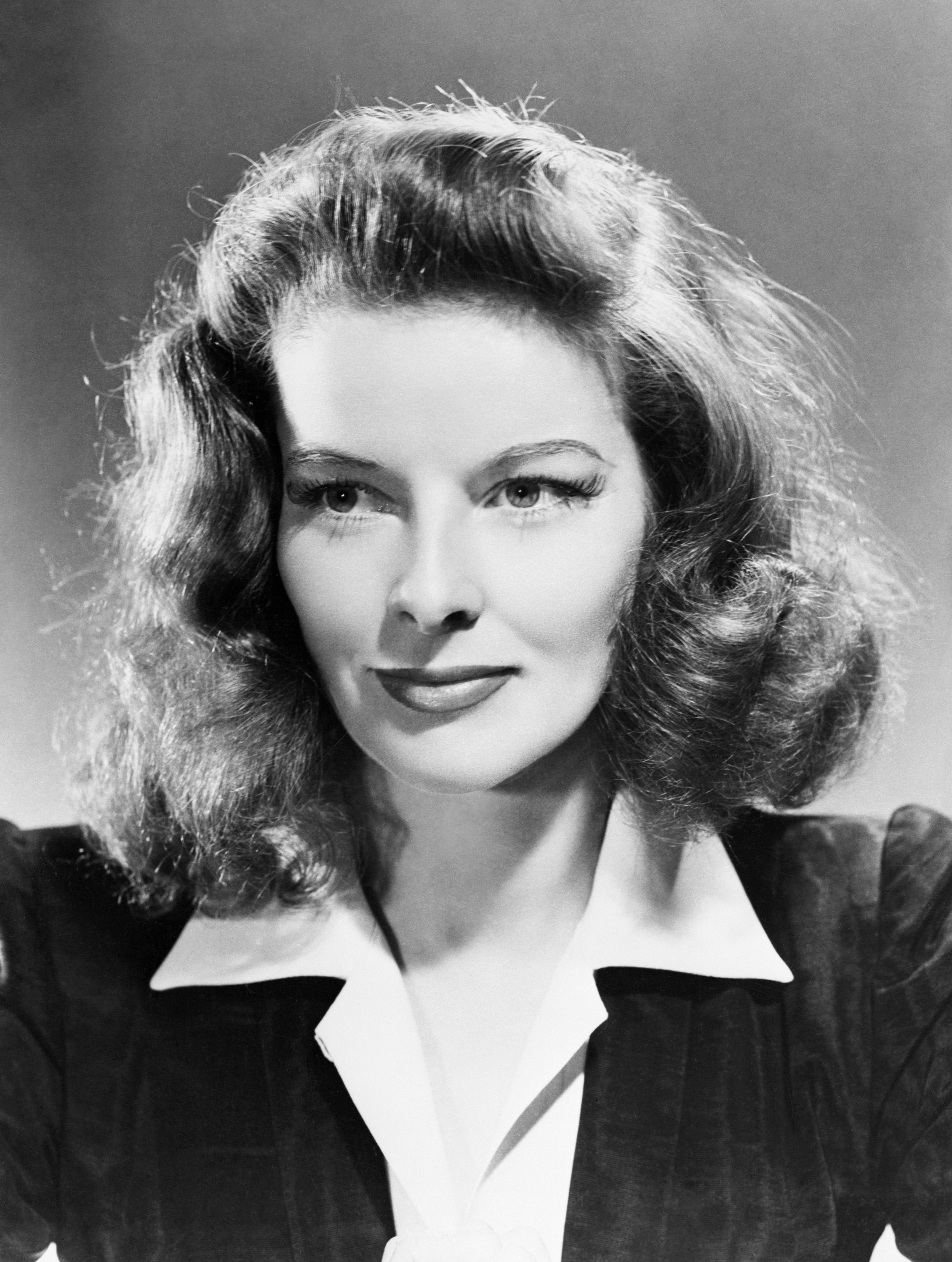
Katharine Hepburn kreeg vier nominaties en won voor haar rol in Love Among the Ruins (1975).

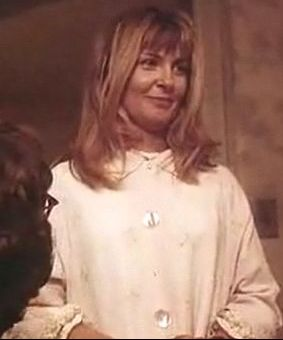
Joanne Woodward won in 1978 en 1985, voor haar optredens in See How She Runs en Do You Remember Love.

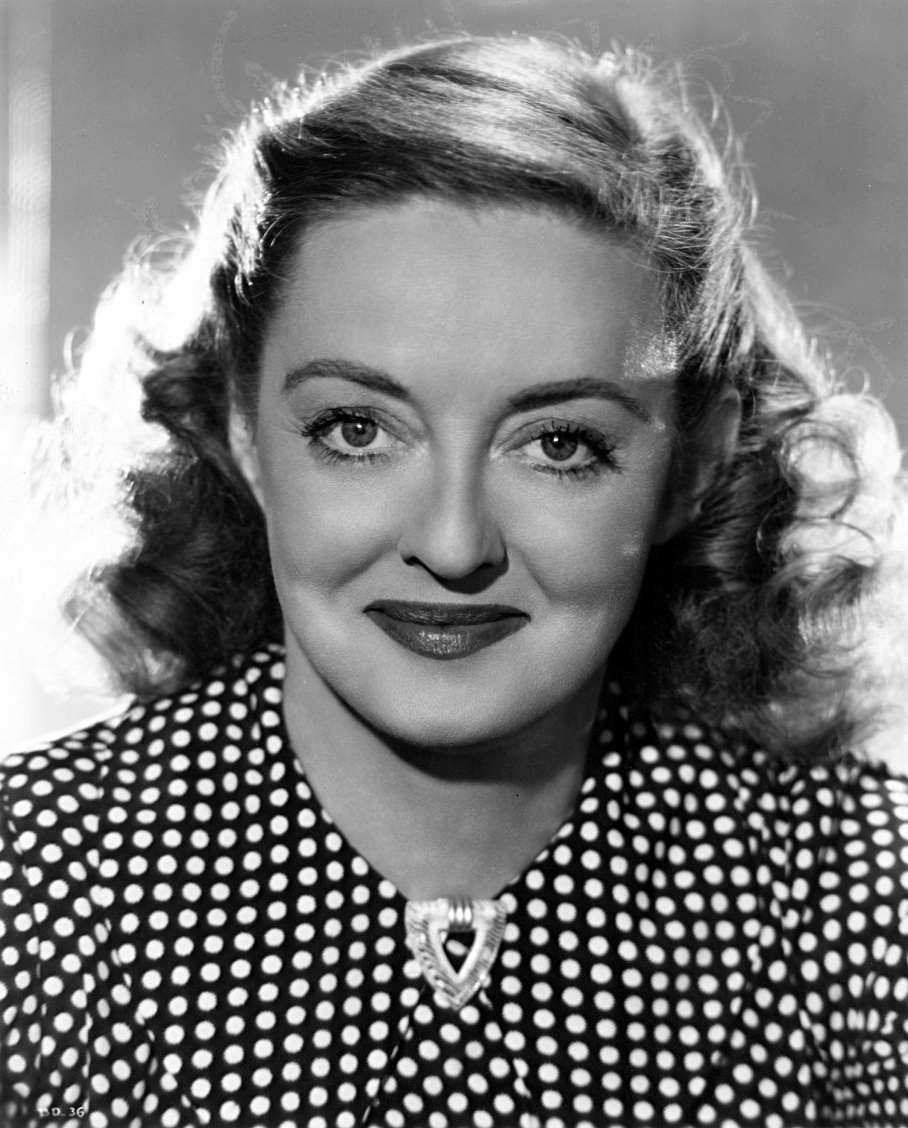
Bette Davis won in 1979 voor haar rol Lucy Mason in Strangers: The Story of a Mother and Daughter (1979).

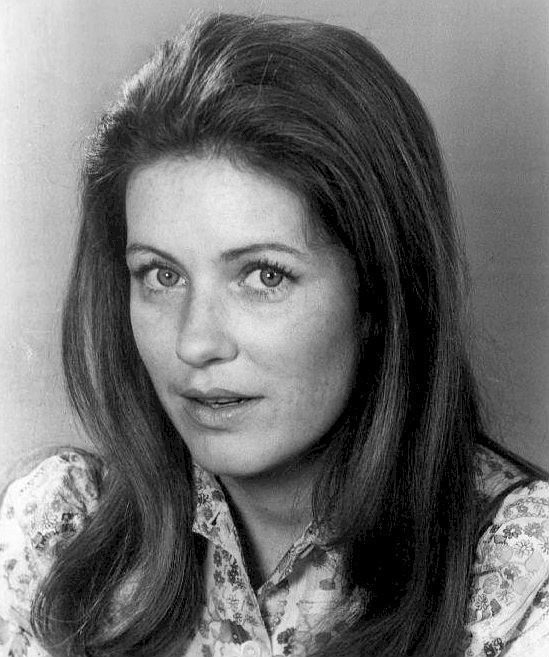
Patty Duke won drie keer, voor My Sweet Charlie (1970), Captains and the Kings (1976) en The Miracle Worker (1980).

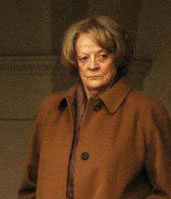
Maggie Smith won in 2003 voor My House in Umbria.

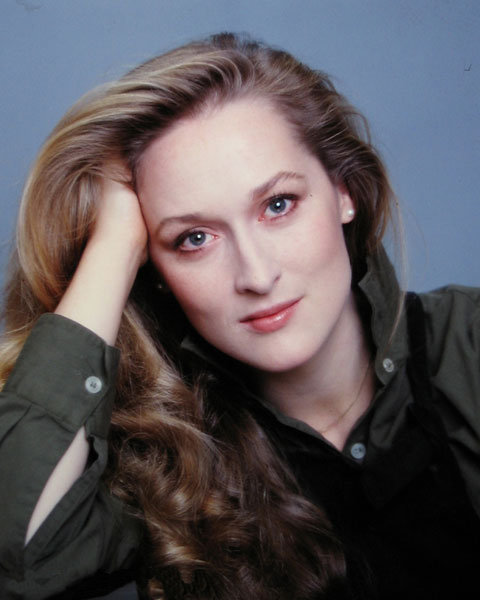
Meryl Streep won twee keer, voor haar rol in Holocaust in 1978 en in 2004 voor Angels in America.

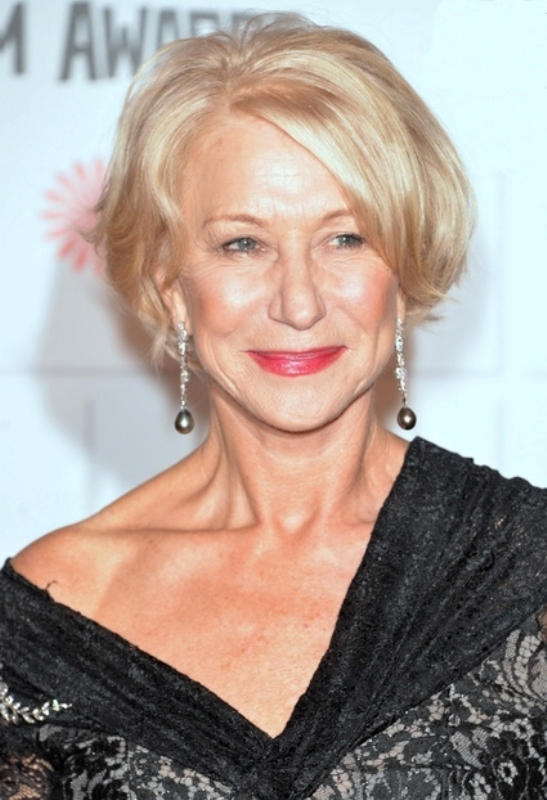
Helen Mirren won maar liefst vier keer en werd tien keer genomineerd.

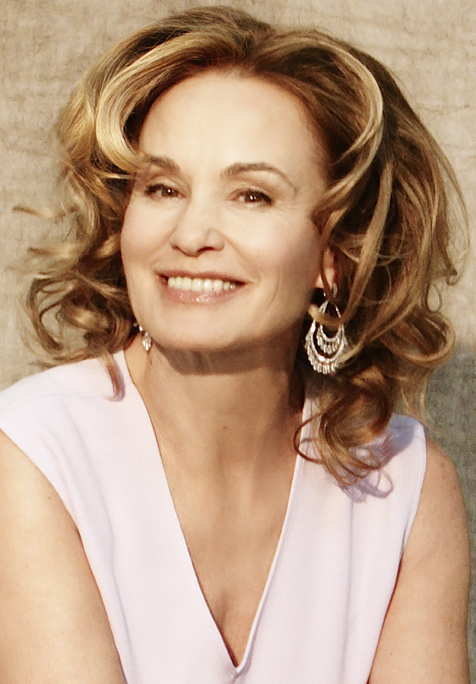
Jessica Lange won twee keer, voor Grey Gardens (2009) en American Horror Story: Coven (2014).

Claire Danes won in 2010 als Temple Grandin in de gelijknamige film.

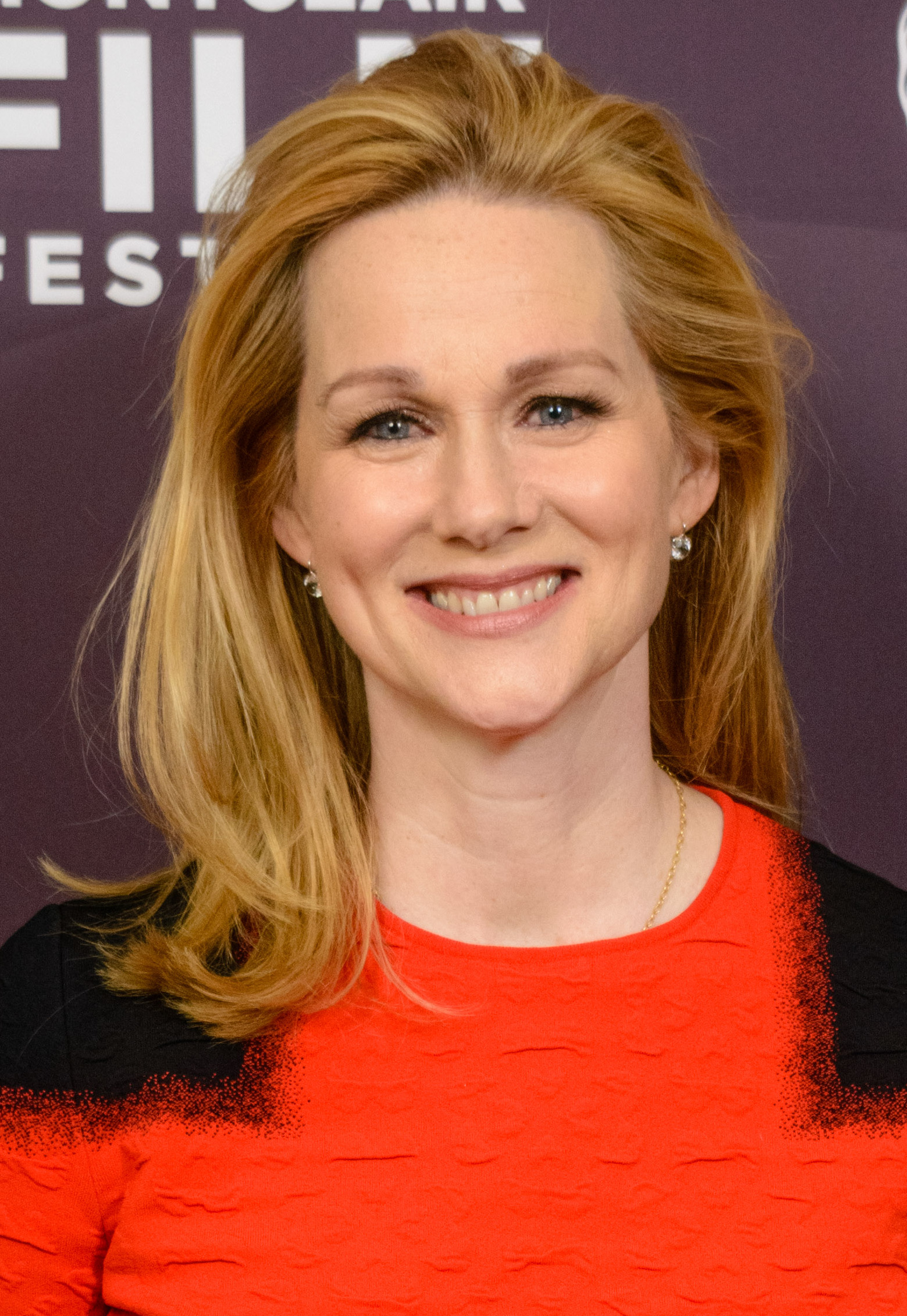
Laura Linney won de award drie keer: Wild Iris (2001), John Adams (2008) en The Big C: Hereafter (2013).

| Legende | Betekenis        |
| ------- | ---------------- |
|         | Winnende actrice |

### 1955-1959
| Jaar              | Actrice                | Rol                             | Serie / film                      | Episode | Zender |
| ----------------- | ---------------------- | ------------------------------- | --------------------------------- | ------- | ------ |
| 1955 (7e)         |                        |                                 |                                   |         |        |
| Judith Anderson   | Lady Macbeth           | Hallmark Hall of Fame           | "Macbeth"                         | NBC     |        |
| Ethel Barrymore   | Mme. Rosalie La Grange | Climax!                         | "The Thirteenth Chair"            | CBS     |        |
| Beverly Garland   | Estelle Collins        | Medic                           | "White Is the Color"              | NBC     |        |
| Ruth Hussey       | Harriet Craig          | Lux Video Theater               | "Craig's Wife"                    | CBS     |        |
| Dorothy McGuire   | Janet Spence           | Climax!                         | "The Gioconda Smile"              | CBS     |        |
| Eva Marie Saint   | Betty                  | The Philco Television Playhouse | "Middle of the Night"             | NBC     |        |
| Claire Trevor     | Ellen Creed            | Lux Video Theater               | "Ladies in Retirement"            | CBS     |        |
| 1956 (8e)         |                        |                                 |                                   |         |        |
| Mary Martin       | Peter Pan              | Producers' Showcase             | "Peter Pan"                       | NBC     |        |
| Julie Harris      | Shevawn                | The United States Steel Hour    | "A Wind from the South"           | CBS     |        |
| Eva Marie Saint   | Emily                  | Producers' Showcase             | "Our Town"                        | NBC     |        |
| Jessica Tandy     | The Wife               | Producers' Showcase             | "The Fourposter"                  | NBC     |        |
| Loretta Young     | Sadie                  | The Loretta Young Show          | "Christmas Stopover"              | NBC     |        |
| 1957 (9e)         |                        |                                 |                                   |         |        |
| Claire Trevor     | Fran Dodsworth         | Producers' Showcase             | "Dodsworth"                       | NBC     |        |
| Edna Best         | Ethel Gibbons          | Ford Star Jubilee               | "This Happy Breed"                | CBS     |        |
| Gracie Fields     | Sarah Dowey            | The United States Steel Hour    | "The Old Lady Shows Her Medals"   | CBS     |        |
| Nancy Kelly       | Sister M. Aquinas      | Studio One                      | "The Pilot"                       | CBS     |        |
| Evelyn Rudie      | Eloise                 | Playhouse 90                    | "Eloise"                          | CBS     |        |
| 1958 (10e)        |                        |                                 |                                   |         |        |
| Polly Bergen      | Helen Morgan           | Playhouse 90                    | "The Helen Morgan Story"          | CBS     |        |
| Julie Andrews     | Cinderella             | Cinderella                      | Cinderella                        | CBS     |        |
| Helen Hayes       | Mrs. Gilling           | The Alcoa Hour                  | "Mrs. Gilling and the Skyscraper" | NBC     |        |
| Piper Laurie      | Ruth Cornelius         | Studio One                      | "The Deaf Heart"                  | CBS     |        |
| Teresa Wright     | Annie Sullivan         | Playhouse 90                    | "The Miracle Worker"              | CBS     |        |
| 1959 (11e)        |                        |                                 |                                   |         |        |
| Julie Harris      | Bridgid Mary           | Hallmark Hall of Fame           | "Little Moon of Alban"            | CBS     |        |
| Judith Anderson   | Marquesa de Montemayor | The DuPont Show of the Month    | "The Bridge of San Luis Rey"      | CBS     |        |
| Helen Hayes       | Mother Seraphim        | The United States Steel Hour    | "One Red Rose for Christmas"      | CBS     |        |
| Piper Laurie      | Kirsten Clay           | Playhouse 90                    | "Days of Wine and Roses"          | CBS     |        |
| Geraldine Page    | The Young Woman        | Playhouse 90                    | "The Old Man"                     | CBS     |        |
| Maureen Stapleton | Sadie Burke            | Kraft Television Theatre        | "All the Kings Men"               | NBC     |        |

### 1960-1969
| Jaar                 | Actrice               | Rol                                    | Serie / film                            | Episode | Zender |
| -------------------- | --------------------- | -------------------------------------- | --------------------------------------- | ------- | ------ |
| 1960 (12e)           |                       |                                        |                                         |         |        |
| Geen prijs           |                       |                                        |                                         |         |        |
| 1961 (16e)           |                       |                                        |                                         |         |        |
| Judith Anderson      | Lady Macbeth          | Hallmark Hall of Fame                  | "Macbeth"                               | NBC     |        |
| Ingrid Bergman       | Clare Lester          | Twenty-Four Hours in a Woman's Life    | Twenty-Four Hours in a Woman's Life     | CBS     |        |
| Elizabeth Montgomery | Rusty Heller          | The Untouchables                       | "The Rusty Heller Story"                | NBC     |        |
| 1962 (14e)           |                       |                                        |                                         |         |        |
| Julie Harris         | Koningin Victoria     | Hallmark Hall of Fame                  | "Victoria Regina"                       | NBC     |        |
| Geraldine Brooks     | Katherine Barnes      | Bus Stop                               | "Call Back Yesterday"                   | ABC     |        |
| Suzanne Pleshette    | Julie Lawler          | Dr. Kildare                            | "Shining Image"                         | NBC     |        |
| Inger Stevens        | Anna Beza             | The Dick Powell Theatre                | "The Price of Tomatoes"                 | NBC     |        |
| Ethel Waters         | Jenny Henderson       | Route 66                               | "Goodnight, Sweet Blues"                | CBS     |        |
| 1963 (15e)           |                       |                                        |                                         |         |        |
| Kim Stanley          | Faith Parsons         | Ben Casey                              | "A Cardinal Act of Mercy"               | ABC     |        |
| Diahann Carroll      | Ruby Jay              | Naked City                             | "A Horse Has a Big Head, Let Him Worry" | ABC     |        |
| Diana Hyland         | Liza Laurents         | Alcoa Premiere                         | "The Voice of Charlie Point"            | ABC     |        |
| Eleanor Parker       | Connie Folson         | The Eleventh Hour                      | "Why Am I Grown So Cold?"               | NBC     |        |
| Sylvia Sidney        | Adela                 | The Defenders                          | "The Madman"                            | CBS     |        |
| 1964 (16e)           |                       |                                        |                                         |         |        |
| Shelley Winters      | Jenny Dworak          | Bob Hope Presents the Chrysler Theatre | "Two is the Number"                     | NBC     |        |
| Ruby Dee             | Jenny Bishop          | The Doctors and the Nurses             | "Express Stop from Lennox Avenue"       | CBS     |        |
| Bethel Leslie        | Ellen Dudley          | The Richard Boone Show                 | "Statement of Fact"                     | NBC     |        |
| Jeanette Nolan       | Jessie McCoony        | The Richard Boone Show                 | "Vote No on 11!"                        | NBC     |        |
| Diana Sands          | Ruth                  | East Side/West Side                    | "Who Do You Kill?"                      | CBS     |        |
| 1965 (17e)           |                       |                                        |                                         |         |        |
| Lynn Fontanne        | Fanny Bowditch Holmes | Hallmark Hall of Fame                  | "The Magnificent Yankee"                | NBC     |        |
| 1966 (18e)           |                       |                                        |                                         |         |        |
| Simone Signoret      | Sara Lescault         | Bob Hope Presents the Chrysler Theatre | "A Small Rebellion"                     | NBC     |        |
| Eartha Kitt          | Angel                 | I Spy                                  | "The Loser"                             | NBC     |        |
| Margaret Leighton    | Chris Becker          | Dr. Kildare                            | "A Life for a Life"                     | NBC     |        |
| Shelley Winters      | Edith                 | Bob Hope Presents the Chrysler Theatre | "Back to Back"                          | NBC     |        |
| 1967 (19e)           |                       |                                        |                                         |         |        |
| Geraldine Page       | Sook                  | ABC Stage 67                           | "Truman Capote's A Christmas Memory"    | ABC     |        |
| Shirley Booth        | Amanda Wingfield      | CBS Playhouse                          | "The Glass Menagerie"                   | CBS     |        |
| Mildred Dunnock      | Linda Loman           | Death of a Salesman                    | Death of a Salesman                     | CBS     |        |
| Lynn Fontanne        | Grootvorstin Marie    | Hallmark Hall of Fame                  | "Anastasia"                             | NBC     |        |
| Julie Harris         | Anastasia             | Hallmark Hall of Fame                  | "Anastasia"                             | NBC     |        |
| 1968 (20e)           |                       |                                        |                                         |         |        |
| Maureen Stapleton    | Mary O'Meaghan        | Among the Paths to Eden                | Among the Paths to Eden                 | ABC     |        |
| Judith Anderson      | Koningin Elizabeth I  | Hallmark Hall of Fame                  | "Elizabeth the Queen"                   | NBC     |        |
| Geneviève Bujold     | Joan of Arc           | Hallmark Hall of Fame                  | "Saint Joan"                            | NBC     |        |
| Colleen Dewhurst     | Elizabeth Proctor     | The Crucible                           | The Crucible                            | CBS     |        |
| Anne Jackson         | Vivian Spears         | CBS Playhouse                          | "Dear Friends"                          | CBS     |        |
| 1969 (21e)           |                       |                                        |                                         |         |        |
| Geraldine Page       | Sook                  | The Thanksgiving Visitor               | The Thanksgiving Visitor                | ABC     |        |
| Anne Baxter          | Betty-Jean Currier    | The Name of the Game                   | "The Bobby Currier Story"               | NBC     |        |
| Lee Grant            | Kay Gould             | Judd, for the Defense                  | "The Gates of Cerberus"                 | ABC     |        |

### 1970-1979
| Jaar                                                            | Actrice                    | Rol                                           | Serie / film | Zender |
| --------------------------------------------------------------- | -------------------------- | --------------------------------------------- | ------------ | ------ |
| 1970 (22e)                                                      |                            |                                               |              |        |
| Patty Duke                                                      | Marlene Chambers           | My Sweet Charlie                              | NBC          |        |
| Edith Evans                                                     | Aunt Betsy Trotwood        | David Copperfield                             | NBC          |        |
| Shirley Jones                                                   | Katherine Johnson          | Silent Night, Lonely Night                    | NBC          |        |
| 1971 (23e)                                                      |                            |                                               |              |        |
| Lee Grant                                                       | Carrie Miller              | The Neon Ceiling                              | NBC          |        |
| Colleen Dewhurst                                                | Mrs. Franz                 | The Price                                     | NBC          |        |
| Lee Grant                                                       | Leslie Williams            | Columbo                                       | NBC          |        |
| 1972 (24e)                                                      |                            |                                               |              |        |
| Glenda Jackson                                                  | Koningin Elizabeth I       | Elizabeth R ("The Shadow in the Sun")         | PBS          |        |
| Helen Hayes                                                     | Sophie Tate Curtis         | Do Not Fold, Spindle or Mutilate              | ABC          |        |
| Glenda Jackson                                                  | Koningin Elizabeth I       | Elizabeth R ("The Lion's Cub")                | PBS          |        |
| Patricia Neal                                                   | Olivia Walton              | The Homecoming: A Christmas Story             | CBS          |        |
| Susannah York                                                   | Jane Eyre                  | Jane Eyre                                     | NBC          |        |
| 1973 (25e)                                                      |                            |                                               |              |        |
| Beste actrice in een hoofdrol van een miniserie (komedie/drama) |                            |                                               |              |        |
| Susan Hampshire                                                 | Becky Sharp                | Vanity Fair                                   | PBS          |        |
| Vivien Heilbron                                                 | Rachel Verinder            | The Moonstone                                 | PBS          |        |
| Margaret Tyzack                                                 | Bette                      | Cousin Bette                                  | PBS          |        |
| Beste éénmalig optreden van een actrice in een hoofdrol         |                            |                                               |              |        |
| Cloris Leachman                                                 | Victoria Douglas           | A Brand New Life                              | ABC          |        |
| Lauren Bacall                                                   | Margo Channing             | Applause                                      | CBS          |        |
| Hope Lange                                                      | Janet Salter               | That Certain Summer                           | ABC          |        |
| 1974 (26e)                                                      |                            |                                               |              |        |
| Beste actrice in een drama                                      |                            |                                               |              |        |
| Cicely Tyson                                                    | Jane Pittman               | The Autobiography of Miss Jane Pittman        | CBS          |        |
| Carol Burnett                                                   | Anne Miller                | 6 Rms Riv Vu                                  | CBS          |        |
| Katharine Hepburn                                               | Amanda Wingfield           | The Glass Menagerie                           | ABC          |        |
| Cloris Leachman                                                 | Viola Barlow               | The Migrants                                  | CBS          |        |
| Elizabeth Montgomery                                            | Ellen Harrod               | A Case of Rape                                | PBS          |        |
| Beste actrice in een miniserie                                  |                            |                                               |              |        |
| Mildred Natwick                                                 | Gwendolyn Snoop Nicholson  | The Snoop Sisters                             | NBC          |        |
| Helen Hayes                                                     | Ernesta Snoop              | The Snoop Sisters                             | NBC          |        |
| Lee Remick                                                      | Cassie Walters             | The Blue Knight                               | NBC          |        |
| 1975 (27e)                                                      |                            |                                               |              |        |
| Beste actrice in een speciaal programma (drama of komedie)      |                            |                                               |              |        |
| Katharine Hepburn                                               | Jessica Medlicott          | Love Among the Ruins                          | ABC          |        |
| Jill Clayburgh                                                  | Wanda                      | Hustling                                      | ABC          |        |
| Elizabeth Montgomery                                            | Lizzie Borden              | The Legend of Lizzie Borden                   | ABC          |        |
| Diana Rigg                                                      | Philippa                   | In This House of Brede                        | CBS          |        |
| Maureen Stapleton                                               | Bea Asher                  | Queen of the Stardust Ballroom                | CBS          |        |
| Beste actrice in een miniserie                                  |                            |                                               |              |        |
| Jessica Walter                                                  | Amy Prentiss               | Amy Prentiss                                  | NBC          |        |
| Susan Saint James                                               | Sally McMillan             | McMillan & Wife                               | NBC          |        |
| 1976 (28e)                                                      |                            |                                               |              |        |
| Beste actrice in een speciaal programma (drama of komedie)      |                            |                                               |              |        |
| Susan Clark                                                     | Babe Didrikson Zaharias    | Babe                                          | CBS          |        |
| Jane Alexander                                                  | Eleanor Roosevelt          | Eleanor and Franklin                          | ABC          |        |
| Colleen Dewhurst                                                | Josie Hogan                | A Moon for the Misbegotten                    | ABC          |        |
| Sada Thompson                                                   | Phoebe Rice                | The Entertainer                               | NBC          |        |
| Beste actrice in een miniserie                                  |                            |                                               |              |        |
| Rosemary Harris                                                 | George Sand                | Notorious Woman                               | PBS          |        |
| Susan Blakely                                                   | Julie Prescott             | Rich Man, Poor Man                            | ABC          |        |
| Jean Marsh                                                      | Rose                       | Upstairs, Downstairs                          | PBS          |        |
| Lee Remick                                                      | Lady Randolph Churchill    | Jennie: Lady Randolph Churchill               | PBS          |        |
| 1977 (29e)                                                      |                            |                                               |              |        |
| Beste actrice in een speciaal programma (drama of komedie)      |                            |                                               |              |        |
| Sally Field                                                     | Sybil                      | Sybil                                         | NBC          |        |
| Jane Alexander                                                  | Eleanor Roosevelt          | Eleanor and Franklin: The White House Years   | ABC          |        |
| Susan Clark                                                     | Amelia Earhart             | Amelia Earhart                                | NBC          |        |
| Julie Harris                                                    | Mary Todd Lincoln          | The Last of Mrs. Lincoln                      | PBS          |        |
| Joanne Woodward                                                 | Dr. Cornelia Wilbur        | Sybil                                         | NBC          |        |
| Beste actrice in een miniserie                                  |                            |                                               |              |        |
| Patty Duke                                                      | Bernadette Hennessy Armagh | Captains and the Kings                        | NBC          |        |
| Dori Brenner                                                    | Rhoda Gold Blackman        | Seventh Avenue                                | NBC          |        |
| Susan Flannery                                                  | Margot Bracken             | The Moneychangers                             | PBS          |        |
| Eva Marie Saint                                                 | Katherine Macaran          | How the West Was Won                          | ABC          |        |
| Jane Seymour                                                    | Marjorie Chisolm           | Captains and the Kings                        | NBC          |        |
| 1978 (30e)                                                      |                            |                                               |              |        |
| Beste actrice in een speciaal programma (drama of komedie)      |                            |                                               |              |        |
| Joanne Woodward                                                 | Betty Quinn                | See How She Runs                              | CBS          |        |
| Helen Hayes                                                     | Emma Long                  | A Family Upside Down                          | NBC          |        |
| Eva Marie Saint                                                 | Passenger                  | Taxi!!!                                       | NBC          |        |
| Maureen Stapleton                                               | Kate                       | The Gathering                                 | ABC          |        |
| Sada Thompson                                                   | Mrs. Gibbs                 | Our Town                                      | NBC          |        |
| Beste actrice in een miniserie                                  |                            |                                               |              |        |
| Meryl Streep                                                    | Inga Helms-Weiss           | Holocaust                                     | NBC          |        |
| Rosemary Harris                                                 | Berta Palitz Weiss         | Holocaust                                     | NBC          |        |
| Elizabeth Montgomery                                            | Sayward Luckett Wheeler    | The Awakening Land                            | NBC          |        |
| Lee Remick                                                      | Erica Trenton              | Wheels                                        | NBC          |        |
| Cicely Tyson                                                    | Coretta Scott King         | King                                          | NBC          |        |
| 1979 (31e)                                                      |                            |                                               |              |        |
| Bette Davis                                                     | Lucy Mason                 | Strangers: The Story of a Mother and Daughter | CBS          |        |
| Carol Burnett                                                   | Peg Mullen                 | Friendly Fire                                 | ABC          |        |
| Olivia Cole                                                     | Maggie Rogers              | Backstairs at the White House                 | NBC          |        |
| Katharine Hepburn                                               | Miss Lily Moffat           | The Corn Is Green                             | CBS          |        |
| Mary Tyler Moore                                                | Betty Rollin               | First, You Cry                                | CBS          |        |

### 1980-1989
| Jaar              | Actrice                          | Rol                                     | Serie / film | Zender |
| ----------------- | -------------------------------- | --------------------------------------- | ------------ | ------ |
| 1980 (32e)        |                                  |                                         |              |        |
| Patty Duke        | Annie Sullivan                   | The Miracle Worker                      | NBC          |        |
| Bette Davis       | Estelle Malone                   | White Mama                              | CBS          |        |
| Melissa Gilbert   | Helen Keller                     | The Miracle Worker                      | NBC          |        |
| Lee Remick        | Margaret Sullivan                | Haywire                                 | CBS          |        |
| 1981 (33e)        |                                  |                                         |              |        |
| Vanessa Redgrave  | Fania Fénelon                    | Playing for Time                        | CBS          |        |
| Ellen Burstyn     | Jean Harris                      | The People vs. Jean Harris              | NBC          |        |
| Catherine Hicks   | Marilyn Monroe                   | Marilyn: The Untold Story               | ABC          |        |
| Yoko Shimada      | Lady Toda Buntaro                | Shōgun                                  | NBC          |        |
| Joanne Woodward   | Elizabeth Huckaby                | Crisis at Central High                  | CBS          |        |
| 1982 (34e)        |                                  |                                         |              |        |
| Ingrid Bergman    | Golda Meïr                       | A Woman Called Golda                    | Syndicatie   |        |
| Glenda Jackson    | Patricia Neal                    | The Patricia Neal Story                 | CBS          |        |
| Ann Jillian       | Mae West                         | Mae West                                | ABC          |        |
| Jean Stapleton    | Eleanor Roosevelt                | Eleanor, First Lady of the World        | CBS          |        |
| Cicely Tyson      | Marva Collins                    | The Marva Collins Story                 | CBS          |        |
| 1983 (35e)        |                                  |                                         |              |        |
| Barbara Stanwyck  | Mary Carson                      | The Thorn Birds                         | ABC          |        |
| Ann-Margret       | Lucile Fray                      | Who Will Love My Children?              | ABC          |        |
| Rosanna Arquette  | Nicole Baker                     | The Executioner's Song                  | NBC          |        |
| Mariette Hartley  | Candy Lightner                   | M.A.D.D.: Mothers Against Drunk Drivers | NBC          |        |
| Angela Lansbury   | Gertrude Vanderbilt Whitney      | Little Gloria... Happy at Last          | NBC          |        |
| 1984 (36e)        |                                  |                                         |              |        |
| Jane Fonda        | Gertie Nevels                    | The Dollmaker                           | ABC          |        |
| Jane Alexander    | Calamity Jane                    | Calamity Jane                           | CBS          |        |
| Ann-Margret       | Blanche DuBois                   | A Streetcar Named Desire                | ABC          |        |
| Glenn Close       | Gail Bennett                     | Something About Amelia                  | ABC          |        |
| JoBeth Williams   | Reve Walsh                       | Adam                                    | NBC          |        |
| 1985 (37e)        |                                  |                                         |              |        |
| Joanne Woodward   | Barbara Wyatt-Hollis             | Do You Remember Love                    | CBS          |        |
| Jane Alexander    | Hedda Hopper                     | Malice in Wonderland                    | CBS          |        |
| Peggy Ashcroft    | Barbie Batchelor                 | The Jewel in the Crown                  | PBS          |        |
| Farrah Fawcett    | Francine Hughes                  | The Burning Bed                         | NBC          |        |
| Mary Tyler Moore  | Martha Weinman Lear              | Heartsounds                             | ABC          |        |
| 1986 (38e)        |                                  |                                         |              |        |
| Marlo Thomas      | Marie Balter                     | Nobody's Child                          | CBS          |        |
| Katharine Hepburn | Margaret Delafield               | Mrs. Delafield Wants to Marry           | CBS          |        |
| Vanessa Redgrave  | Richard Radley en Renée Richards | Second Serve                            | CBS          |        |
| Gena Rowlands     | Katherine Pierson                | An Early Frost                          | NBC          |        |
| Mare Winningham   | Margaret Ryder                   | Love Is Never Silent                    | NBC          |        |
| 1987 (39e)        |                                  |                                         |              |        |
| Gena Rowlands     | Betty Ford                       | The Betty Ford Story                    | ABC          |        |
| Ann-Margret       | Ann Arden Grenville              | The Two Mrs. Grenvilles                 | NBC          |        |
| Ellen Burstyn     | Barbara Jackson                  | Pack of Lies                            | CBS          |        |
| Lee Remick        | Frances Schrueder                | Nutcracker: Money, Madness and Murder   | NBC          |        |
| Alfre Woodard     | Maude DeVictor                   | Unnatural Causes                        | NBC          |        |
| 1988 (40e)        |                                  |                                         |              |        |
| Jessica Tandy     | Annie Nations                    | Foxfire                                 | CBS          |        |
| Ann Jillian       | Zichzelf                         | The Ann Jillian Story                   | NBC          |        |
| Mary Tyler Moore  | Mary Todd Lincoln                | Lincoln                                 | NBC          |        |
| Mary Steenburgen  | Miep Gies                        | The Attic: The Hiding of Anne Frank     | CBS          |        |
| JoBeth Williams   | Marybeth Whitehead               | Baby M                                  | ABC          |        |
| 1989 (41e)        |                                  |                                         |              |        |
| Holly Hunter      | Ellen Russell                    | Roe vs. Wade                            | NBC          |        |
| Anjelica Huston   | Clara Allen                      | Lonesome Dove                           | CBS          |        |
| Diane Lane        | Lorena Wood                      | Lonesome Dove                           | CBS          |        |
| Amy Madigan       | Sarah Weddington                 | Roe vs. Wade                            | NBC          |        |
| Jane Seymour      | Natalie Henry                    | War and Remembrance                     | ABC          |        |

### 1990-1999
| Jaar              | Actrice              | Rol                                                                           | Serie / film |
| ----------------- | -------------------- | ----------------------------------------------------------------------------- | ------------ |
| 1990 (42e)        |                      |                                                                               |              |
| Barbara Hershey   | Candy Morrison       | A Killing in a Small Town                                                     |              |
| Farrah Fawcett    | Diane Downs          | Small Sacrifices                                                              |              |
| Christine Lahti   | Zan Cooper           | No Place Like Home                                                            |              |
| Annette O'Toole   | Rose Kennedy         | The Kennedys of Massachusetts                                                 |              |
| Lesley Ann Warren | Barbara Walker       | Family of Spies                                                               |              |
| Alfre Woodard     | Mary Thomas          | A Mother's Courage: The Mary Thomas Story                                     |              |
| 1991 (43e)        |                      |                                                                               |              |
| Lynn Whitfield    | Josephine Baker      | The Josephine Baker Story                                                     |              |
| Glenn Close       | Sarah Wheaton        | Sarah, Plain and Tall                                                         |              |
| Barbara Hershey   | Hanna Trout          | Paris Trout                                                                   |              |
| Suzanne Pleshette | Leona Helmsley       | Leona Helmsley: The Queen of Mean                                             |              |
| Lee Purcell       | Bessie Robertson     | Long Road Home                                                                |              |
| 1992 (44e)        |                      |                                                                               |              |
| Gena Rowlands     | Pat                  | Face of a Stranger                                                            |              |
| Anne Bancroft     | Mrs. Cage            | Mrs. Cage                                                                     |              |
| Meredith Baxter   | Betty Broderick      | A Woman Scorned: The Betty Broderick Story                                    |              |
| Judy Davis        | Mary Lindell         | One Against the Wind                                                          |              |
| Laura Dern        | Janet Harduvel       | Afterburn                                                                     |              |
| 1993 (45e)        |                      |                                                                               |              |
| Holly Hunter      | Wanda Holloway       | The Positively True Adventures of the Alleged Texas Cheerleader-Murdering Mom |              |
| Glenn Close       | Sarah                | Skylark                                                                       |              |
| Helen Mirren      | DCI Jane Tennison    | Prime Suspect 2                                                               |              |
| Maggie Smith      | Mrs. Venable         | Suddenly, Last Summer                                                         |              |
| Joanne Woodward   | Nell Harrington      | Blind Spot                                                                    |              |
| 1994 (46e)        |                      |                                                                               |              |
| Kirstie Alley     | Sally Goodson        | David's Mother                                                                |              |
| Bette Midler      | Mama Rose            | Gypsy                                                                         |              |
| Helen Mirren      | Jane Tennison        | Prime Suspect 3                                                               |              |
| Jessica Tandy     | Cora Peek            | To Dance with the White Dog                                                   |              |
| Joanne Woodward   | Maggie Moran         | Breathing Lessons                                                             |              |
| 1995 (47e)        |                      |                                                                               |              |
| Glenn Close       | Grethe               | Serving in Silence: The Margarethe Cammermeyer Story                          |              |
| Sally Field       | Bess Garner Steed    | A Woman of Independent Means                                                  |              |
| Anjelica Huston   | Calamity Jane        | Buffalo Girls                                                                 |              |
| Diane Keaton      | Amelia Earhart       | Amelia Earhart: The Final Flight                                              |              |
| Alfre Woodard     | Berniece Charles     | The Piano Lesson                                                              |              |
| 1996 (48e)        |                      |                                                                               |              |
| Helen Mirren      | Jane Tennison        | Prime Suspect: Scent of Darkness                                              |              |
| Ashley Judd       | Norma Jean Dougherty | Norma Jean & Marilyn                                                          |              |
| Jessica Lange     | Blanche DuBois       | A Streetcar Named Desire                                                      |              |
| Mira Sorvino      | Marilyn Monroe       | Norma Jean & Marilyn                                                          |              |
| Sela Ward         | Jessica Savitch      | Almost Golden: The Jessica Savitch Story                                      |              |
| 1997 (49e)        |                      |                                                                               |              |
| Alfre Woodard     | Nurse Eunice Evers   | Miss Evers' Boys                                                              |              |
| Stockard Channing | Barbara Whitney      | An Unexpected Family                                                          |              |
| Glenn Close       | Janet                | In the Gloaming                                                               |              |
| Helen Mirren      | Jane Tennison        | Prime Suspect 5: Errors of Judgement                                          |              |
| Meryl Streep      | Lori Reimuller       | ...First Do No Harm                                                           |              |
| 1998 (50e)        |                      |                                                                               |              |
| Ellen Barkin      | Glory Marie          | Before Women Had Wings                                                        |              |
| Jamie Lee Curtis  | Maggie Green         | Nicholas' Gift                                                                |              |
| Judy Davis        | Gladwyn              | The Echo of Thunder                                                           |              |
| Olympia Dukakis   | Anna Madrigal        | More Tales of the City                                                        |              |
| Angelina Jolie    | Gia                  | Gia                                                                           |              |
| Sigourney Weaver  | Claudia Hoffman      | Snow White: A Tale of Terror                                                  |              |
| 1999 (41e)        |                      |                                                                               |              |
| Helen Mirren      | Ayn Rand             | The Passion of Ayn Rand                                                       |              |
| Ann-Margret       | Pamela Harriman      | Life of the Party: The Pamela Harriman Story                                  |              |
| Stockard Channing | Rachel Luckman       | The Baby Dance                                                                |              |
| Judy Davis        | Lillian Hellman      | Dash and Lilly                                                                |              |
| Leelee Sobieski   | Joan of Arc          | Joan of Arc                                                                   |              |

### 2000-2009
| Jaar                 | Actrice                                                            | Rol                                       | Serie / film |
| -------------------- | ------------------------------------------------------------------ | ----------------------------------------- | ------------ |
| 2000 (52e)           |                                                                    |                                           |              |
| Halle Berry          | Dorothy Dandridge                                                  | Introducing Dorothy Dandridge             |              |
| Judy Davis           | Paula Tanner                                                       | A Cooler Climate                          |              |
| Sally Field          | Iris Prue                                                          | A Cooler Climate                          |              |
| Holly Hunter         | Ruby Kincaid                                                       | Harlan County War                         |              |
| Gena Rowlands        | Georgia Porter                                                     | The Color of Love: Jacey's Story          |              |
| 2001 (53e)           |                                                                    |                                           |              |
| Judy Davis           | Judy Garland                                                       | Life with Judy Garland: Me and My Shadows |              |
| Judi Dench           | Elizabeth                                                          | The Last of the Blonde Bombshells         |              |
| Holly Hunter         | Billie Jean King                                                   | When Billie Beat Bobby                    |              |
| Hannah Taylor-Gordon | Anne Frank                                                         | Anne Frank: The Whole Story               |              |
| Emma Thompson        | Vivian Bearing                                                     | Wit                                       |              |
| 2002 (54e)           |                                                                    |                                           |              |
| Laura Linney         | Iris Bravard                                                       | Wild Iris                                 |              |
| Angela Bassett       | Rosa Parks                                                         | The Rosa Parks Story                      |              |
| Blythe Danner        | Corinne Mulvaney                                                   | We Were the Mulvaneys                     |              |
| Vanessa Redgrave     | Clementine Churchill                                               | The Gathering Storm                       |              |
| Gena Rowlands        | Minnie Brinn                                                       | Wild Iris                                 |              |
| 2003 (55e)           |                                                                    |                                           |              |
| Maggie Smith         | Mrs. Delahunty                                                     | My House in Umbria                        |              |
| Thora Birch          | Liz Murray                                                         | Homeless to Harvard: The Liz Murray Story |              |
| Helena Bonham Carter | Ingrid Formanek                                                    | Live from Baghdad                         |              |
| Jessica Lange        | Irma                                                               | Normal                                    |              |
| Helen Mirren         | Karen Stone                                                        | The Roman Spring of Mrs. Stone            |              |
| 2004 (56e)           |                                                                    |                                           |              |
| Meryl Streep         | Hannah Pitt, The Rabbi, Ethel Rosenberg & Continental Principality | Angels in America                         |              |
| Glenn Close          | Eleanor                                                            | The Lion in Winter                        |              |
| Judy Davis           | Nancy Reagan                                                       | The Reagans                               |              |
| Helen Mirren         | Jane Tennison                                                      | Prime Suspect 6: The Last Witness         |              |
| Emma Thompson        | Nurse Emily, Homeless Woman & The Angel                            | Angels in America                         |              |
| 2005 (57e)           |                                                                    |                                           |              |
| S. Epatha Merkerson  | Nanny                                                              | Lackawanna Blues                          |              |
| Halle Berry          | Janie Crawford                                                     | Their Eyes Were Watching God              |              |
| Blythe Danner        | Rebecca                                                            | Back When We Were Grownups                |              |
| Cynthia Nixon        | Eleanor Roosevelt                                                  | Warm Springs                              |              |
| Debra Winger         | Dawn Anna                                                          | Dawn Anna                                 |              |
| 2006 (58e)           |                                                                    |                                           |              |
| Helen Mirren         | Elizabeth I                                                        | Elizabeth I                               |              |
| Gillian Anderson     | Lady Dedlock                                                       | Bleak House                               |              |
| Kathy Bates          | Jane Stern                                                         | Ambulance Girl                            |              |
| Annette Bening       | Jean Harris                                                        | Mrs. Harris                               |              |
| Judy Davis           | Sante Kimes                                                        | A Little Thing Called Murder              |              |
| 2007 (59e)           |                                                                    |                                           |              |
| Helen Mirren         | Jane Tennison                                                      | Prime Suspect: The Final Act              |              |
| Queen Latifah        | Ana                                                                | Life Support                              |              |
| Debra Messing        | Molly Kagan                                                        | The Starter Wife                          |              |
| Mary-Louise Parker   | Zenia Arden                                                        | The Robber Bride                          |              |
| Gena Rowlands        | Melissa Eisenbloom                                                 | What If God Were the Sun?                 |              |
| 2008 (60e)           |                                                                    |                                           |              |
| Laura Linney         | Abigail Adams                                                      | John Adams                                |              |
| Judi Dench           | Miss Matty Jenkyns                                                 | Cranford                                  |              |
| Catherine Keener     | Gertrude Baniszewski                                               | An American Crime                         |              |
| Phylicia Rashad      | Lena Younger                                                       | A Raisin in the Sun                       |              |
| Susan Sarandon       | Doris Duke                                                         | Bernard and Doris                         |              |
| 2009 (61e)           |                                                                    |                                           |              |
| Jessica Lange        | Big Edie                                                           | Grey Gardens                              |              |
| Drew Barrymore       | Little Edie                                                        | Grey Gardens                              |              |
| Shirley MacLaine     | Coco Chanel                                                        | Coco Chanel                               |              |
| Sigourney Weaver     | Mary Griffith                                                      | Prayers for Bobby                         |              |
| Chandra Wilson       | Yvonne                                                             | Accidental Friendship                     |              |

### 2010-2019
| Jaar                 | Actrice                    | Rol                                              | Serie / film |
| -------------------- | -------------------------- | ------------------------------------------------ | ------------ |
| 2010 (62e)           |                            |                                                  |              |
| Claire Danes         | Temple Grandin             | Temple Grandin                                   |              |
| Joan Allen           | Georgia O'Keeffe           | Georgia O'Keeffe                                 |              |
| Hope Davis           | Hillary Clinton            | The Special Relationship                         |              |
| Judi Dench           | Miss Matty                 | Return to Cranford                               |              |
| Maggie Smith         | Mary Gilbert               | Capturing Mary                                   |              |
| 2011 (63e)           |                            |                                                  |              |
| Kate Winslet         | Mildred Pierce             | Mildred Pierce                                   |              |
| Taraji P. Henson     | Tiffany Rubin              | Taken from Me: The Tiffany Rubin Story           |              |
| Diane Lane           | Patricia Loud              | Cinema Verite                                    |              |
| Jean Marsh           | Rose Buck                  | Upstairs, Downstairs                             |              |
| Elizabeth McGovern   | Cora, Countess of Grantham | Downton Abbey                                    |              |
| 2012 (64e)           |                            |                                                  |              |
| Julianne Moore       | Sarah Palin                | Game Change                                      |              |
| Connie Britton       | Vivien Harmon              | American Horror Story                            |              |
| Ashley Judd          | Rebecca Winstone           | Missing                                          |              |
| Nicole Kidman        | Martha Gellhorn            | Hemingway & Gellhorn                             |              |
| Emma Thompson        | She                        | The Song of Lunch                                |              |
| 2013 (65e)           |                            |                                                  |              |
| Laura Linney         | Cathy Jamison              | The Big C: Hereafter                             |              |
| Jessica Lange        | Sister Jude Martin         | American Horror Story: Asylum                    |              |
| Helen Mirren         | Linda Kenney Baden         | Phil Spector                                     |              |
| Elisabeth Moss       | Robin                      | Top of the Lake                                  |              |
| Sigourney Weaver     | Elaine Barrish Hammond     | Political Animals                                |              |
| 2014 (66e)           |                            |                                                  |              |
| Jessica Lange        | Fiona Goode                | American Horror Story: Coven                     |              |
| Helena Bonham Carter | Elizabeth Taylor           | Burton & Taylor                                  |              |
| Minnie Driver        | Maggie Royal               | Return to Zero                                   |              |
| Sarah Paulson        | Cordelia Goode Foxx        | American Horror Story: Coven                     |              |
| Cicely Tyson         | Carrie Watts               | The Trip to Bountiful                            |              |
| Kristen Wiig         | Cynthia Morehouse          | The Spoils of Babylon                            |              |
| 2015 (67e)           |                            |                                                  |              |
| Frances McDormand    | Olive Kitteridge           | Olive Kitteridge                                 |              |
| Maggie Gyllenhaal    | Nessa Stein                | The Honourable Woman                             |              |
| Felicity Huffman     | Barb                       | American Crime                                   |              |
| Jessica Lange        | Elsa Mars                  | American Horror Story: Freak Show                |              |
| Queen Latifah        | Bessie Smith               | Bessie                                           |              |
| Emma Thompson        | Mrs. Lovett                | Sweeney Todd: The Demon Barber of Fleet Street   |              |
| 2016 (68e)           |                            |                                                  |              |
| Sarah Paulson        | Marcia Clark               | American Crime Story: The People v. O.J. Simpson |              |
| Kirsten Dunst        | Peggy Blumquist            | Fargo                                            |              |
| Felicity Huffman     | Leslie Graham              | American Crime                                   |              |
| Audra McDonald       | Billie Holiday             | Lady Day at Emerson's Bar and Grill              |              |
| Lili Taylor          | Anne Blaine                | American Crime                                   |              |
| Kerry Washington     | Anita Hill                 | Confirmation                                     |              |
| 2017 (69e)           |                            |                                                  |              |
| Nicole Kidman        | Celeste Wright             | Big Little Lies                                  |              |
| Carrie Coon          | Gloria Burgle              | Fargo                                            |              |
| Felicity Huffman     | Jeanette Hesby             | American Crime                                   |              |
| Jessica Lange        | Joan Crawford              | Feud: Bette and Joan                             |              |
| Susan Sarandon       | Bette Davis                | Feud: Bette and Joan                             |              |
| Reese Witherspoon    | Madeline Mackenzie         | Big Little Lies                                  |              |
| 2018 (70e)           |                            |                                                  |              |
| Regina King          | Latrice Butler             | Seven Seconds                                    |              |
| Jessica Biel         | Cora Tannetti              | The Sinner                                       |              |
| Laura Dern           | Jennifer                   | The Tale                                         |              |
| Michelle Dockery     | Alice Fletcher             | Godless                                          |              |
| Edie Falco           | Leslie Abramson            | Law & Order True Crime: The Menendez Murders     |              |
| Sarah Paulson        | Ally Mayfair-Richards      | American Horror Story: Cult                      |              |
| 2019 (71e)           |                            |                                                  |              |
| Michelle Williams    | Gwen Verdon                | Fosse/Verdon                                     |              |
| Amy Adams            | Camille Preaker            | Sharp Objects                                    |              |
| Patricia Arquette    | Joyce "Tilly" Mitchell     | Escape at Dannemora                              |              |
| Aunjanue Ellis       | Sharon Salaam              | When They See Us                                 |              |
| Joey King            | Gypsy Rose Blanchard       | The Act                                          |              |
| Niecy Nash           | Delores Wise               | When They See Us                                 |              |

### 2020-2029
| Jaar               | Actrice                    | Rol                               | Serie / film |
| ------------------ | -------------------------- | --------------------------------- | ------------ |
| 2020 (72e)         |                            |                                   |              |
| Regina King        | Angela Abar / Sister Night | Watchmen                          |              |
| Cate Blanchett     | Phyllis Schlafly           | Mrs. America                      |              |
| Shira Haas         | Esther Shapiro             | Unorthodox                        |              |
| Octavia Spencer    | Madam C. J. Walker         | Self Made                         |              |
| Kerry Washington   | Mia Warren                 | Little Fires Everywhere           |              |
| 2021 (73e)         |                            |                                   |              |
| Kate Winslet       | Mare Sheehan               | Mare of Easttown                  |              |
| Michaela Coel      | Arabella                   | I May Destroy You                 |              |
| Cynthia Erivo      | Aretha Franklin            | Genius: Aretha                    |              |
| Elizabeth Olsen    | Wanda Maximoff             | WandaVision                       |              |
| Anya Taylor-Joy    | Beth Harmon                | The Queen's Gambit                |              |
| 2022 (74e)         |                            |                                   |              |
| Amanda Seyfried    | Elizabeth Holmes           | The Dropout                       |              |
| Toni Collette      | Kathleen                   | The Staircase                     |              |
| Julia Garner       | Anna Delvey                | Inventing Anna                    |              |
| Lily James         | Pamela Anderson            | Pam & Tommy                       |              |
| Sarah Paulson      | Linda Tripp                | Impeachment: American Crime Story |              |
| Margaret Qualley   | Alex                       | Maid                              |              |
| 2023 (75e)         |                            |                                   |              |
| Ali Wong           | Amy Lau                    | Beef                              |              |
| Lizzy Caplan       | Libby Epstein              | Fleishman Is in Trouble           |              |
| Jessica Chastain   | Tammy Wynette              | George & Tammy                    |              |
| Dominique Fishback | Dre                        | Swarm                             |              |
| Kathryn Hahn       | Clare Pierce               | Tiny Beautiful Things             |              |
| Riley Keough       | Daisy Jones                | Daisy Jones & the Six             |              |
| 2024 (76e)         |                            |                                   |              |
| Jodie Foster       | Detective Eizabeth Danvers | True Detective: Night Country     |              |
| Brie Larson        | Elizabeth Zott             | Lessons in Chemistry              |              |
| Juno Temple        | Dorothy "Dot" Lyon         | Fargo                             |              |
| Sofía Vergara      | Griselda Blanco            | Griselda                          |              |
| Naomi Watts        | Babe Paley                 | Feud: Capote vs. The Swans        |              |
| 2025 (77e)         |                            |                                   |              |
| Cate Blanchett     | Catherine Ravenscroft      | Disclaimer                        |              |
| Meghann Fahy       | Devon DeWitt               | Sirens                            |              |
| Rashida Jones      | Amanda                     | Black Mirror                      |              |
| Cristin Milioti    | Sofia Falcone              | The Penguin                       |              |
| Michelle Williams  | Molly                      | Dying for Sex                     |              |

## Records
| Records                                                | Beste actrice               |
| ------------------------------------------------------ | --------------------------- |
| Actrice met de meeste overwinningen                    | Helen Mirren (4)            |
| Actrice met de meeste nominaties                       | Helen Mirren (10)           |
| Actrice met de meeste nominaties zonder ooit te winnen | Helen Hayes, Lee Remick (5) |